# Сараєвська півара
Сараєвська півара (SASE: SRPVRK1) — це боснійська пивоварна компанія, що базується в Сараєво.

## Історія

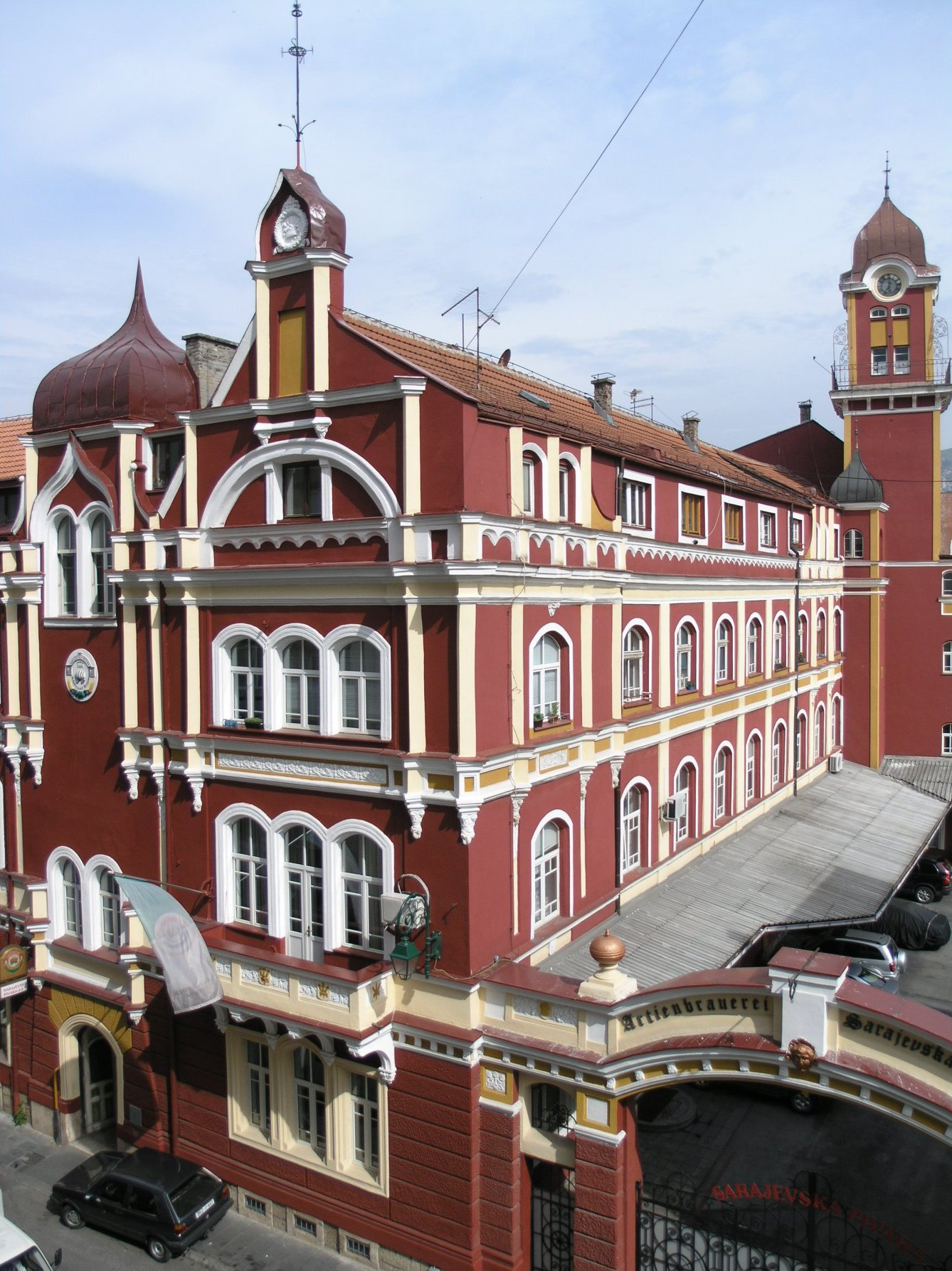
Будівля Сараївської півари, зведена в 1881 р.

Сараєвська півара була відкрита в 1864 році. Це було перше місцеве промислове підприємство. Продукція експортувалась в Чорногорію, Хорватію та Албанію. Наразі є одним із провідних виробників у Боснії. Незадовго до Першої світової війни Сараєвська півара виробляла 116 000 гектолітрів на рік, а в 1916 році вона перевищила межу в 150 000 гл.
Сьогоднішній президент Наглядової ради пан Хілмо Селімович був призначений на посаду 1 серпня 1983 року. Відтоді Сараєвська півара стабільно працювала, виготовляючи від 299 000 гектолітрів у 1984 році до 784 000 гектолітрів у 1991 році. Завдяки цьому Сараєвська Півара стала однією з чотирьох провідних компаній у колишній Соціалістичній Федеративній Республіці Югославія.

## Бренди
Бренди Сараївської півари:
- Сараєвсько
- Преміум пиво
- 0 % пива
- Лейла вода

Ліцензії:
- Пепсі
- Еттінгер